# Кизерицки, Густав
Густав Кизерицки (нем. Gustav Kieseritzky; 22 сентября 1893, Рендсбург, Германская империя — 19 ноября 1943, Камыш-Бурун, СССР) — немецкий морской офицер, вице-адмирал. В 1943 году командующий силами кригсмарине на Чёрном море. Убит в ходе советского авиаудара. Кавалер Рыцарского креста Железного креста посмертно.

## Биография

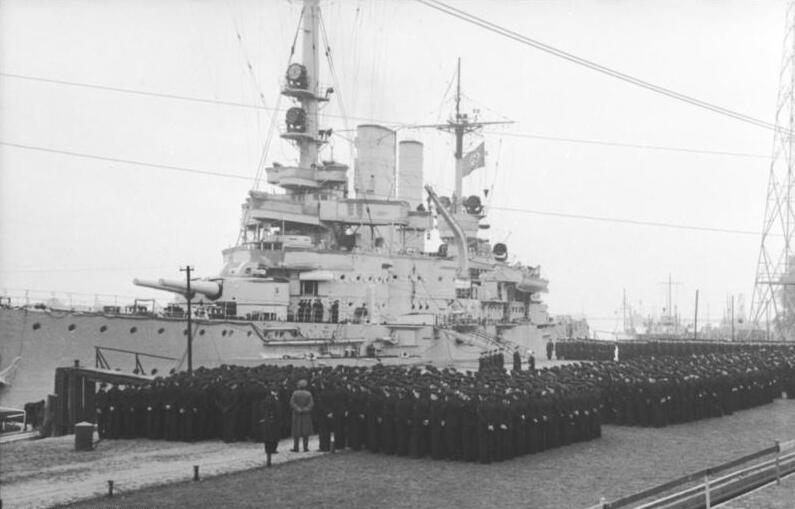
Построение команды линкора «Шлезвиг-Гольштейн», Пилау, 1939 год

### Начало службы и Первая мировая война
1 апреля 1912 поступил на службу кадетом в кайзерлихмарине. Участник Первой мировой войны. После начала Первой мировой войны 9 августа 1914 года был переведён на линкор Фридрих Великий и был повышен до чина лейтенанта-цур-зее 22 марта 1915 года. За боевые заслуги отмечен многочисленными наградами. С ноября 1919 года на легком крейсере «Страсбург». После войны продолжил службу в рейхсмарине. С 4 октября 1934 года по 25 сентября 1935 года старший офицер на линкоре «Шлезвиг-Гольштейн». С 1 июня 1937 года в чине капитана-цур-зее. С 13 июня 1938 года по 24 апреля 1939 года капитан линкора «Шлезвиг-Гольштейн». Далее служил в инспекцию военно-морской разведки в качестве начальника штаба.

### Вторая Мировая война
С 20 июня 1940 года — морской комендант Бреста. Через полгода назначен командиром морской обороны Бретани, находился на этом посту до 15 июня 1942 года. С 1 сентября 1941 года контр- адмирал. С 23 июня 1942 года — командир береговой линии Немецкой бухты (побережье Северного моря). С 7 февраля 1943 года — адмирал-командующий кригсмарине на Чёрном море. Был повышен в чине до вице-адмирала 1 марта 1943 года.
Руководил действиями сил флота во время эвакуации немецких войск с Таманского полуострова в сентябре 1943 года.

#### Гибель
19 ноября 1943 года авиация Черноморского флота и 4-й Воздушной армии нанесла удар по военно-морской базе противника порту Камыш-Бурун на крымском берегу Керченского пролива. С 10.10 до 16.50 по базе отработали шесть Пе-2 и 95 Ил-2, действия которых обеспечивали 105 истребителей. Несколько быстроходных десантных барж были повреждены. Именно в этот день, командующий кригсмарине на Чёрном море вице-адмирал Густав Кизерицки должен был наградить экипажи за блокирование советского плацдарма на Эльтигене. Машину в которой находились адмирал, два офицера ВМС, его адъютант и водитель, атаковала четверка Ил-2. Трое, включая Кизерицки, погибли на месте, двое получили тяжелые ранения.
Посмертно был награждён Рыцарским крестом Железного креста. Похоронен на кладбище Nordfriedhof в Киле вместе с женой.

## Награды

#### Первая мировая война
- Железный крест 2-го класса (5 января 1916) (Королевство Пруссия)
- Железный полумесяц (13 ноября 1917) (Османская империя)
- Железный крест 1-го класса (9 июля 1918)
- Крест Фридриха-Августа 2-го и 1-го (8 октября 1918) класса (Великое герцогство Ольденбург)
- Ганзейский Крест (Любек)

#### Межвоенный период
- Почетный крест ветерана войны с мечами (20 декабря 1934)
- Медаль «За выслугу лет в вермахте»
  - 4-го, 3-го и 2-го класса (18 лет) (2 октября 1936) — получил 3 медали одновременно.
  - 1-го класса (25 лет) (1 апреля 1937)

#### Вторая мировая война
- Пряжка к Железному кресту
  - 2-го класса (18 января 1941)
  - 1-го класса (21 мая 1941)
- Орден Короны короля Звонимира 1-го класса с дубовыми листьями и звездой (Хорватия)
- Нагрудный знак морской артиллерии (14 июля 1942)
- Отмечен в Вермахтберихт

«Силы ВМФ под командованием вице-адмирала Г. Кизерицки вместе с саперными частями осуществили упорядоченную поддержку Кубанского плацдарма и отличились во время эвакуации.» (9 октября 1943)
- Немецкий крест в золоте (20 октября 1943)
- Рыцарский крест Железного креста (20 ноября 1943; посмертно)

## Семья
Его сын Густав Кизерицки (1921—1992) был главным исполнительным директором в Киле и членом студенческого братства Корпус Палеомархия-Мазовия.